# 176981 Anteradonic
176981 Anteradonic este o planetă minoră (asteroid) din centura de asteroizi. A fost descoperită pe 11 decembrie 2002 la Observatorul Apache Point de Sloan Digital Sky Survey și a fost numită după Ante Radonić⁠(d). 
Obiectul prezintă o orbită caracterizată de o semiaxă mare de 3,0089638917912 UAi, o excentricitate de 0,13221799229146, o înclinație de 12,492282177501 ° în raport cu ecliptica.